# マシオ駒
マシオ駒（マシオこま、1940年5月18日 - 1976年3月10日）は、日本の元プロレスラー。本名は駒 秀雄（こま ひでお）。東京都世田谷区出身。

## 来歴
早稲田実業学校高等部時代は野球部に所属（同期に王貞治がいる）。卒業後の1961年6月に日本プロレスに入門し、同年10月11日の平井光明（ミツ・ヒライ）戦でデビュー。この時期のリングネームには駒厚秀、駒角太郎などがある。身長170cm程と小柄であったが、素早い動きと高さのあるドロップ・キックを武器に奮闘した。
1970年1月にメキシコ遠征し、その際にリングネームを「マシオ・コマ」に改名した。同年8月28日にエル・ソリタリオを下し、NWA世界ミドル級王座を獲得。その後アメリカに転戦し、アマリロ地区でファンク一家とのコネクションを得る。
1972年、ジャイアント馬場が日本プロレスを離脱すると馬場に合流し、全日本プロレスの立ち上げに参加する。全日本プロレスではジョー樋口と共に外国人選手の招聘や、若手の指導を行うようになる。1973年のジャンボ鶴田入門時には、鶴田のアマリロ修行へ同行・指導した。
1976年1月5日の試合を最後に、病気のため戦列離脱する。2ヶ月後の3月10日、尿毒症による腎不全のため東京都内の病院で死去。35歳没。同日、全日本プロレスの日大講堂大会で10カウントの弔鐘が行われた。

## エピソード
- 礼儀作法や生活態度には非常に厳しく、また練習熱心な人物として知られた。エピソードの一つに薗田一治（後のハル薗田）が入門を志して全日本プロレスを訪れた時、駒はいきなり「服装が宜しくないぞ！」と言い放ち、薗田に張り手を見舞ったという。真面目な人柄が慕われていたものの、頑固過ぎる性格が選手との軋轢を招いたこともあり、グレート小鹿によると「馬場さんに対して、真っ向から意見出来たのは駒さんだけだった」「既に若手ではなかった自分に対してでさえ[4]、駒さんは派手な技を使うことを禁止していた」「言っては悪いんだが、駒さんがいなくなってから会社の雰囲気が明るくなった気がする」（大意）と回想している。
- ジャイアント馬場の最初の付き人でもあった[1]。全日本プロレスに参加した後も馬場の片腕として活躍した。
  - 馬場も駒を可愛がっており、全日本プロレス立ち上げ時にアマリロへ遠征中であった駒を、途中で帰国させることになった。
  - 予定を切り上げて急遽帰国することになった駒について、馬場は当地のプロモーターでNWA役員であるドリー・ファンク・シニアに挨拶をしなくては、と直接アマリロを訪問している。この時に得られたドリー・ファンク・シニアの支援や、ファンク一家とのコネクションが後の全日本プロレスに多大な影響を及ぼすことになっている。
- 真面目で練習熱心・会社のために尽力した駒に対するジャイアント馬場の信頼は非常に厚かった。そのために駒が急死した際に馬場は「なぜなんだ！」と言ったきり絶句したという。
- 日本プロレス時代の後輩にあたる山本小鉄は、駒と共に大変練習熱心な人物であったが、ライバルであると同時に仲が良かった[5]。日本プロレスが崩壊する過程で駒は全日本へ、山本は新日本プロレスへと違う進路を取ることになるが、共に若手の指導を行う立場となり両団体がほぼ断交状態にあった中、練習方法や指導方法について相談し合うことが多かった。
- ザ・グレート・カブキ（高千穂明久）の回想によると、駒は山本同様若手にはガチンコを徹底指導し、大技を使うことを厳しく制限していたという。そのため駒の死去後もこの指導方法が暗黙の了解として残り、佐藤昭雄が指導方法を改革するまで新人や若手は大技を使うことを制限されていた。
- 野球の強豪校で活躍した実力から、力道山が作った野球チーム「レスラーズ」でもレギュラー選手として活躍した。
- 子供好きだったこともあり、墓地は幼稚園が併設してある経堂の寺院が選ばれた[1]。

## 得意技
- 回転エビ固め
- ドロップキック
- ヘッドシザース
- パンチ
- 逆片エビ固め

## 所得タイトル
- NWA世界ミドル王座
- NWA認定USタッグ王座（パートナー：松岡巌鉄）
- NWA西部タッグ王座（2回、共にパートナー：大熊元司）

## リングネーム
- 駒秀雄
- 駒厚秀
- 駒角太郎
- マシオ駒
- マシオ・コマ（Maseo Koma）
- ヒデオ・コマ（Hideo Koma）
  - アメリカでの活動時に本名が用いられており、フロリダでのヒロ・マツダらとのタッグ戦が確認できる。
- ミスター駒（Mr. Koma）